# Pastereczka i kominiarczyk (film 1965)
Pastereczka i kominiarczyk (ros. Пастушка и трубочист, Pastuszka i truboczist) – radziecki krótkometrażowy film animowany z 1965 roku w reżyserii Lwa Atamanowa. Adaptacja baśni Andersena o tej samej nazwie.

## Obsada (głosy)
- Michaił Janszyn
- Nina Gulajewa
- Jelena Ponsowa jako Mysz
- Siergiej Martinson
- Ludmiła Gniłowa
- Anatolij Papanow

## Animatorzy
Konstantin Czikin, Nikołaj Fiodorow, Aleksandr Dawydow, Rienata Mirienkowa, Giennadij Sokolski, Wadim Dołgich, Władimir Krumin, Marina Woskanjanc, Wioletta Kolesnikowa, Natalija Bogomołowa, Galina Zołotowska, Wiktor Szewkow